# Fat Wreck Chords
Fat Wreck Chords – amerykańska, niezależna wytwórnia muzyczna, wydająca głównie płyty zespołów punk rockowych.
Założycielem wytwórni jest Fat Mike basista i wokalista grupy NOFX.
Zespoły podpisują kontrakt z Fat Wreck tylko na jeden album, stąd nie są na stałe z nią związane i mogą wydawać/nagrywać płyty kiedy tylko mają na to ochotę. Wiele zespołów z tej wytwórni brało udział w kampanii Punkvoter (Punk wyborca), która zachęcała, mobilizowała młodzież amerykańską do głosowania na niekorzyść George W. Busha w wyborach prezydenckich 2004 w USA.

## Kompilacje Fat Wreck Chords
Fat Wreck Chords wydaje także składanki promujące wytwórnię:
1. Fat Music for Fat People – (1994)
2. Survival of the Fattest – (1996)
3. Physical Fatness – (1997)
4. Life in the Fat Lane – (1999)
5. Short Music for Short People – (1999)
6. Live Fat, Die Young – (2001)
7. Uncontrollable Fatulence – (2002)
8. Liberation: Songs to Benefit PETA – (2003)
9. Rock Against Bush, Vol. 1 – (2004)
10. Rock Against Bush, Vol. 2 – (2004)
11. PROTECT: A Benefit for the National Association to Protect Children – (2005)

## Lista zespołów
- American Steel
- Avail
- Chixdiggit
- Citizen Fish
- Dead To Me
- The Descendents
- The Dickies
- Dillinger Four
- The Flatliners
- Frenzal Rhomb
- Goober Patrol
- Hi-Standard
- Lagwagon
- The Lawrence Arms
- Leftover Crack
- The Loved Ones
- Love Equals Death
- Mad Caddies
- Me First and the Gimme Gimmes
- NOFX
- No Use for a Name
- Only Crime
- Propagandhi
- Randy
- The Real McKenzies
- The Sainte Catherines
- Screw 32
- Smoke or Fire
- The Soviettes
- Strike Anywhere
- Strung Out
- The Subhumans
- $wingin' Utter$
- Western Addiction

### Zespoły dawniej wydające płyty w Fat Wreck Chords
- 88 Fingers Louie
- Against Me!
- Anti-Flag
- The Ataris
- Bad Astronaut
- Bracket
- Consumed
- Epoxies
- Face to Face
- The Fight
- Good Riddance
- Guns n' Wankers
- Less Than Jake
- MxPx
- None More Black
- Rise Against
- Screeching Weasel
- Sick of it All
- Snuff
- Tilt
- Wizo
- Zero Down